# Evangelistensymbole

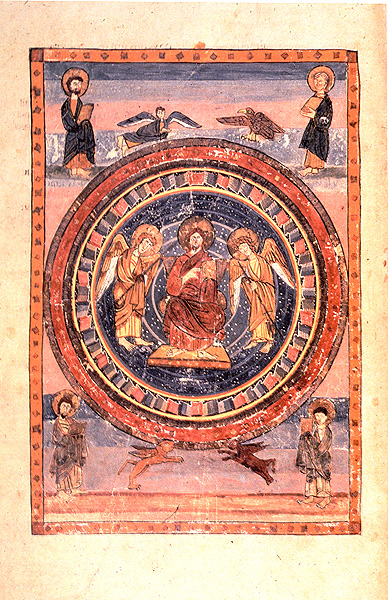
Die Evangelisten mit ihren Attributen, Codex Amiatinus (7. Jh.)

Die vier Evangelisten Matthäus, Markus, Lukas und Johannes, die als Autoren der vier biblischen Evangelien gelten, werden in der christlichen Ikonografie seit dem 4. Jahrhundert durch vier geflügelte Symbole dargestellt. Die häufigste Zuordnung seither lautet: Ein Mensch versinnbildlicht Matthäus, der Löwe Markus, der Stier Lukas und der Adler Johannes.

Die vier Evangelisten in der Bamberger Apokalypse
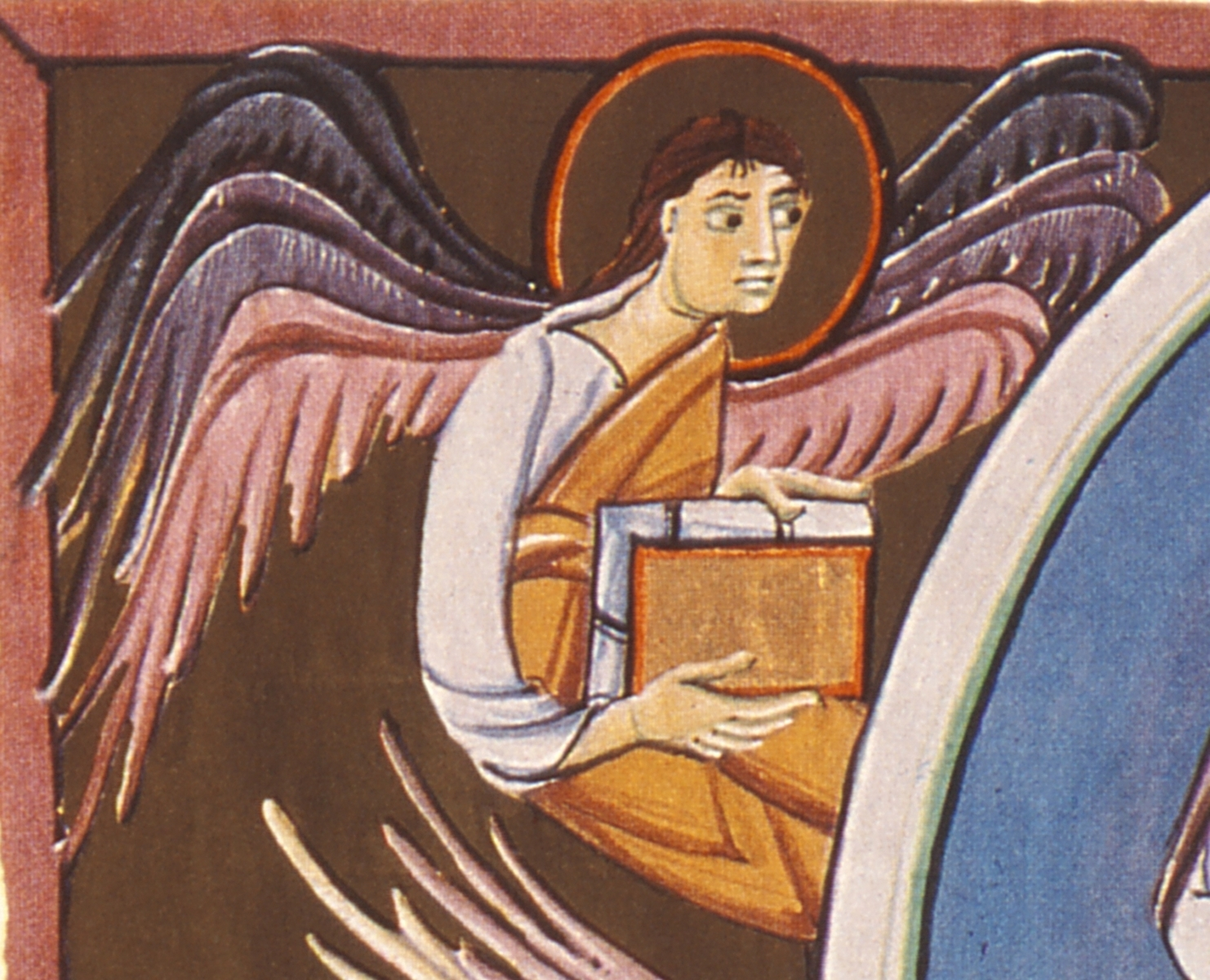
Matthäus
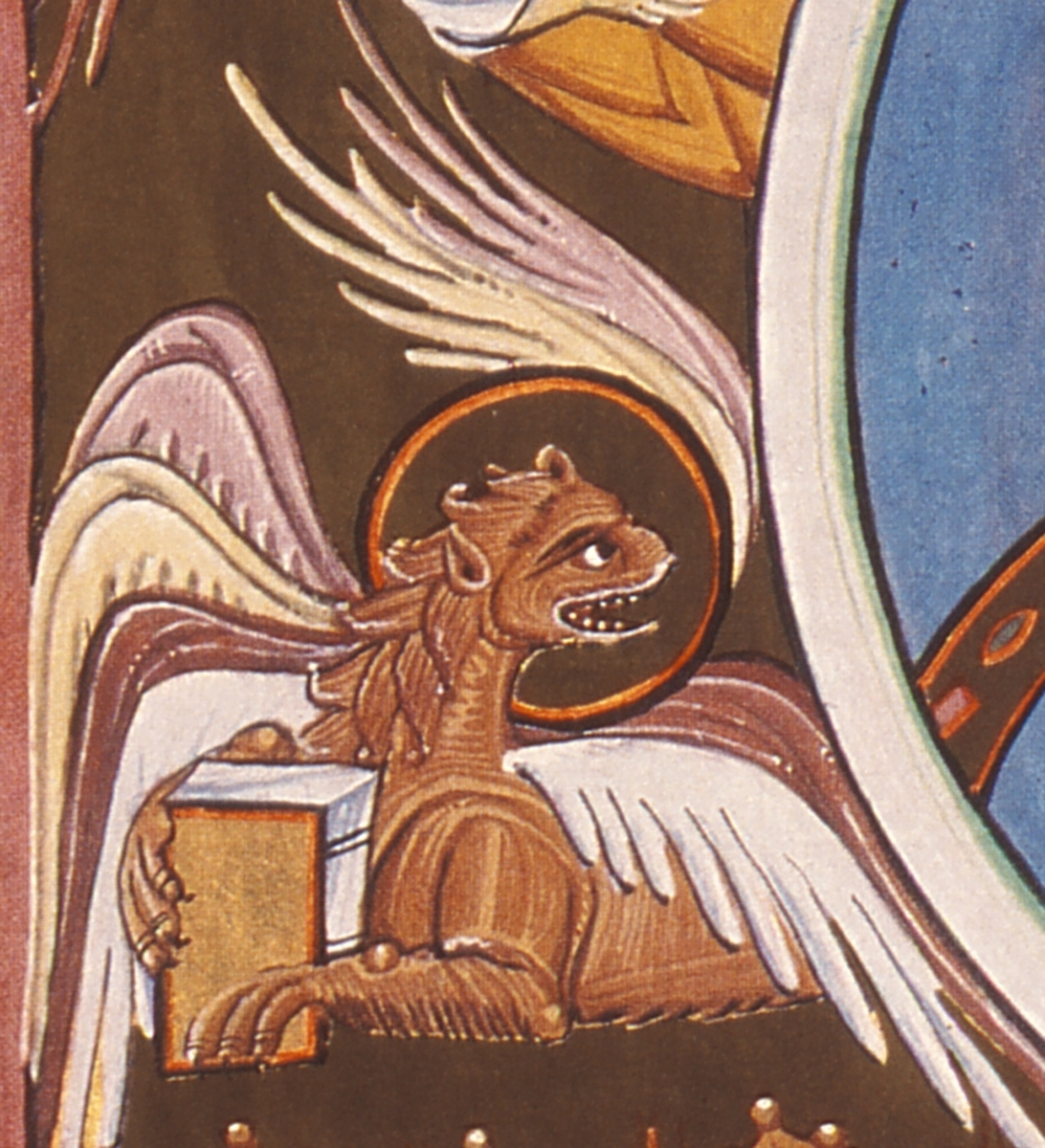
Markus
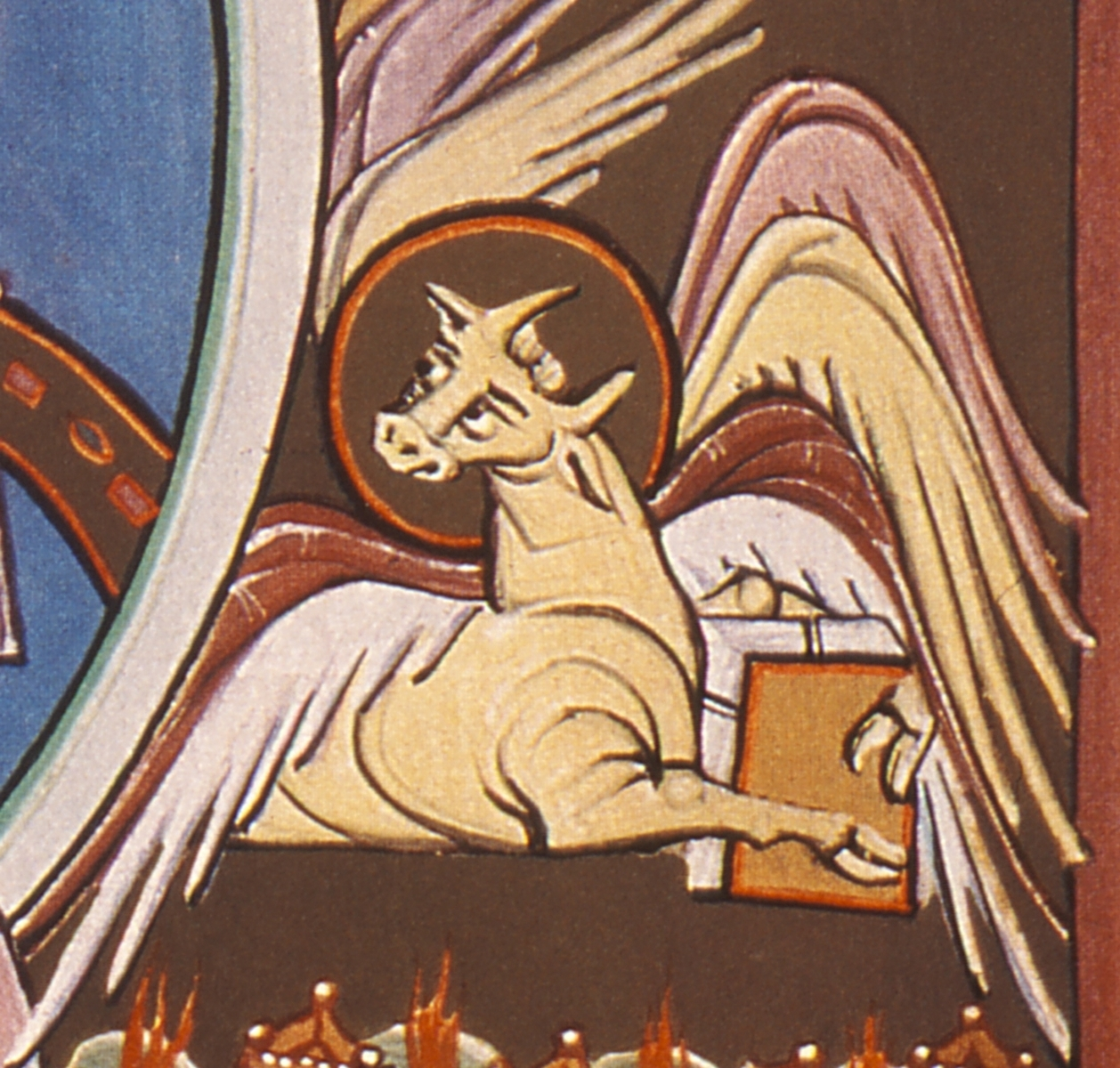
Lukas
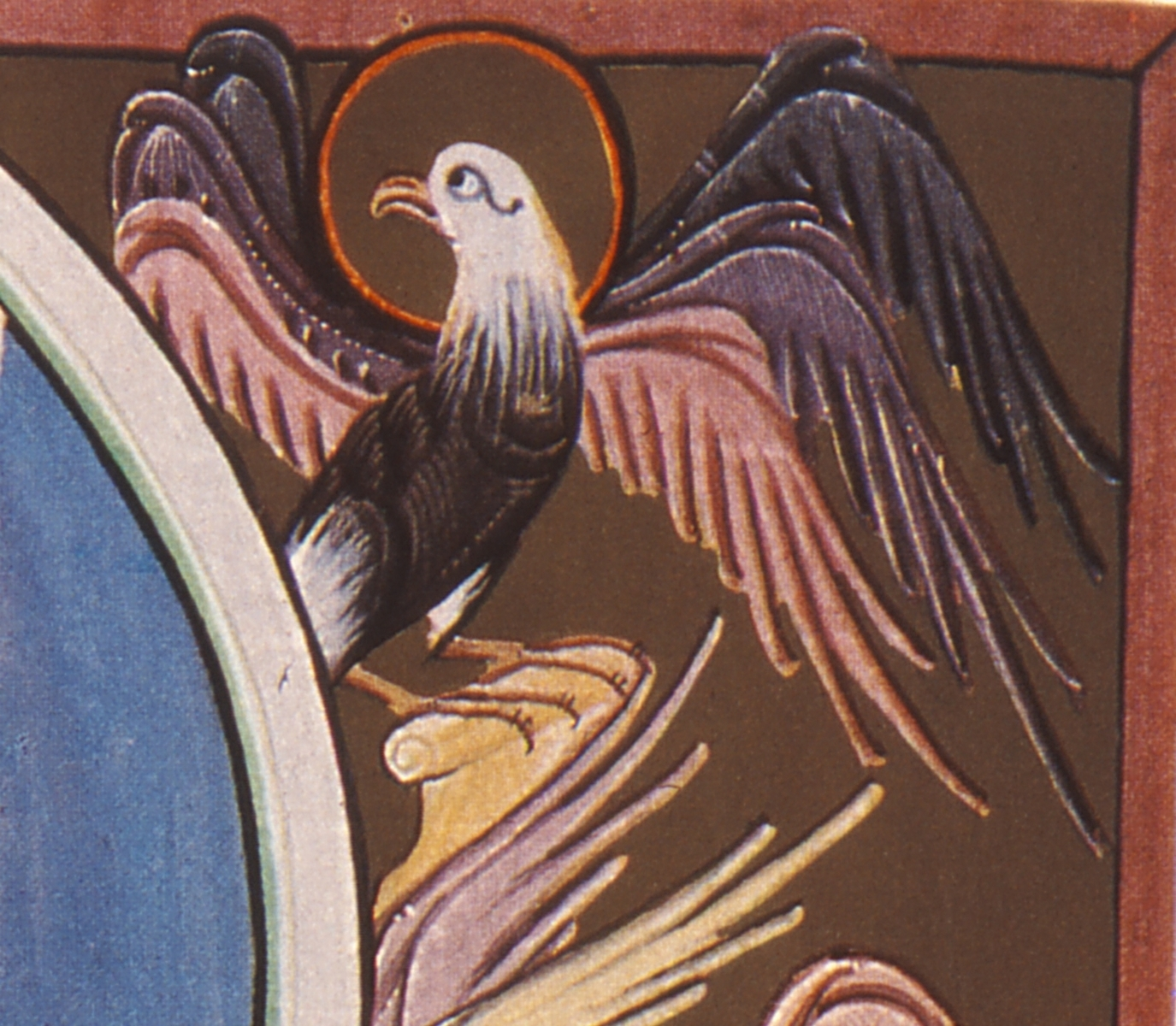
Johannes

Diese Symbole finden sich auch als Attribute in figürlichen Darstellungen der Evangelisten.
Bis zum 13. Jahrhundert wurden die Symbole auch zu einem einzigen Gebilde zusammengefasst, das die aus dem Griechischen übernommene Bezeichnung Tetramorph trägt. Dies bedeutet Viergestalt.

## Herkunft

### Babylonische Mythologie

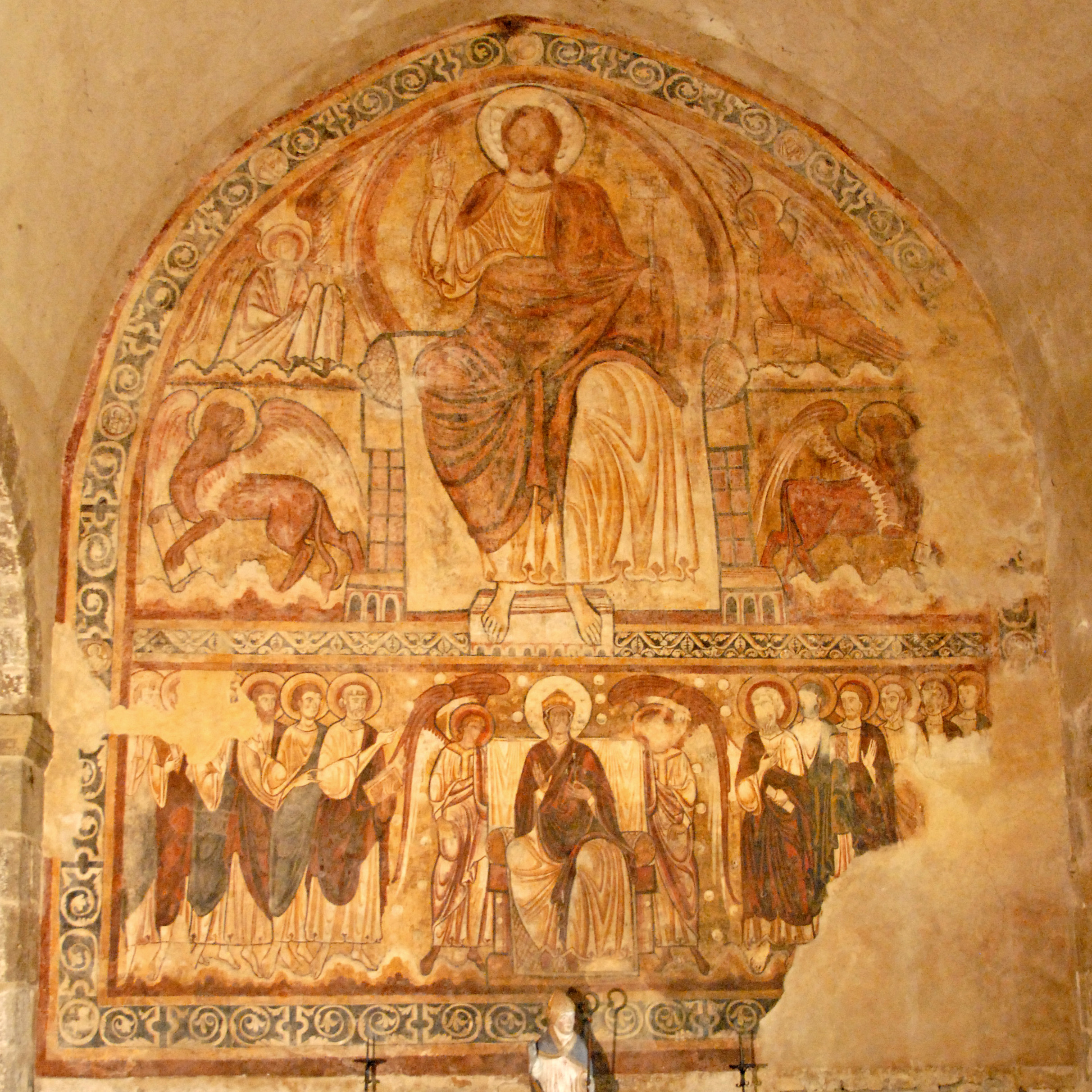
Evangelistensymbole, Fresko im Refektorium, Abtei Saint-André (Lavaudieu)

Wahrscheinlich liegen die religionsgeschichtlichen Wurzeln des Tetramorphs in der babylonischen Mythologie. Dort symbolisieren die vier Gestalten die vier männlichen Planetengötter. Der Stier stand für den babylonischen Stadtgott Marduk, der Löwe für den Kriegs- und Unterweltgott Nergal, der Adler für den Windgott Ninurta und der Mensch für Nabu, den Gott der Weisheit. Damit einher gehen altorientalische Vorstellungen von Hütern der Weltecken und von Trägern des Himmelsgewölbes im ersten (Stier), vierten (Löwe), siebten (Skorpionmensch) und zehnten Sternbild (Wassermann, in dessen Nähe sich das Sternbild des Adlers befindet) des altbabylonischen Tierkreises.

### Prophetenbuch Ezechiel
Die Symbole der christlichen Wirkungsgeschichte gehen zurück auf Visionen aus dem Buch des Propheten Ezechiel, vornehmlich auf die im 1. Kapitel:

„Ich sah: Ein Sturmwind kam von Norden, eine große Wolke mit flackerndem Feuer, umgeben von einem hellen Schein. Aus dem Feuer strahlte es wie glänzendes Gold. Mitten darin erschien etwas wie vier Lebewesen. Und das war ihre Gestalt: Sie sahen aus wie Menschen. Jedes der Lebewesen hatte vier Gesichter und vier Flügel. [Auch Gesichter und Flügel hatten die vier.] … Und ihre Gesichter sahen so aus: Ein Menschengesicht (blickte bei allen vier nach vorn), ein Löwengesicht bei allen vier nach rechts, ein Stiergesicht bei allen vier nach links und ein Adlergesicht bei allen vier (nach hinten).“

Im Buch Ezechiel leitet die Vision die Beauftragung des Propheten ein, das Volk Israel im babylonischen Exil zur Umkehr zu mahnen, um die spätere Rückkehr nach Judäa zu ermöglichen. Bei Ezechiel finden sich weitere Tempelvisionen, die sowohl ein Doppelgesicht zweier Cherubim als auch das Viergesicht in anderer Reihenfolge und Zusammensetzung beschreiben:

„Jedes Lebewesen hatte vier Gesichter. Das erste war ein Cherubgesicht, das zweite ein Menschengesicht, das dritte ein Löwengesicht und das vierte ein Adlergesicht.“

Hier erscheint statt des Stiers ein Cherub, ein geflügeltes menschenähnliches Wesen; im Tempel werden Schnitzereien geschaut, die eine umlaufende Galerie mit mehreren Cherubim-Paaren und Palmwedel abbilden – wie auch an den beiden Türflügeln:

„Jeder Cherub hatte zwei Gesichter: Ein Menschengesicht (blickte) zur einen Palme und ein Löwengesicht zur andern.“

### Offenbarung des Johannes
Die Offenbarung des Johannes im Neuen Testament nimmt die Thronvisionen der Cherubim (vier Flügel) aus Ezechiel, aber auch die der Seraphim (sechs Flügel) aus Jesaja 6,2  auf, komponiert sie zu einer neuen Vision und begründet so die christliche Tradition. Der ursprüngliche Sinn und Zusammenhang des Bildes in der altbabylonischen Mythologie spielt für Offb 4 keine Rolle. In der Offenbarung des Johannes erscheinen nicht menschenähnliche Viergesichter, sondern vier einzelne Wesen (sog. Wesen der Apokalypse), die mit ihrer ganzen Gestalt wie folgt verglichen werden:

„Und vor dem Thron war etwas wie ein gläsernes Meer, gleich Kristall. Und in der Mitte, rings um den Thron, waren vier Lebewesen voller Augen, vorn und hinten. Das erste Lebewesen glich einem Löwen, das zweite einem Stier, das dritte sah aus wie ein Mensch, das vierte glich einem fliegenden Adler. Und jedes der vier Lebewesen hatte sechs Flügel, außen und innen voller Augen.“

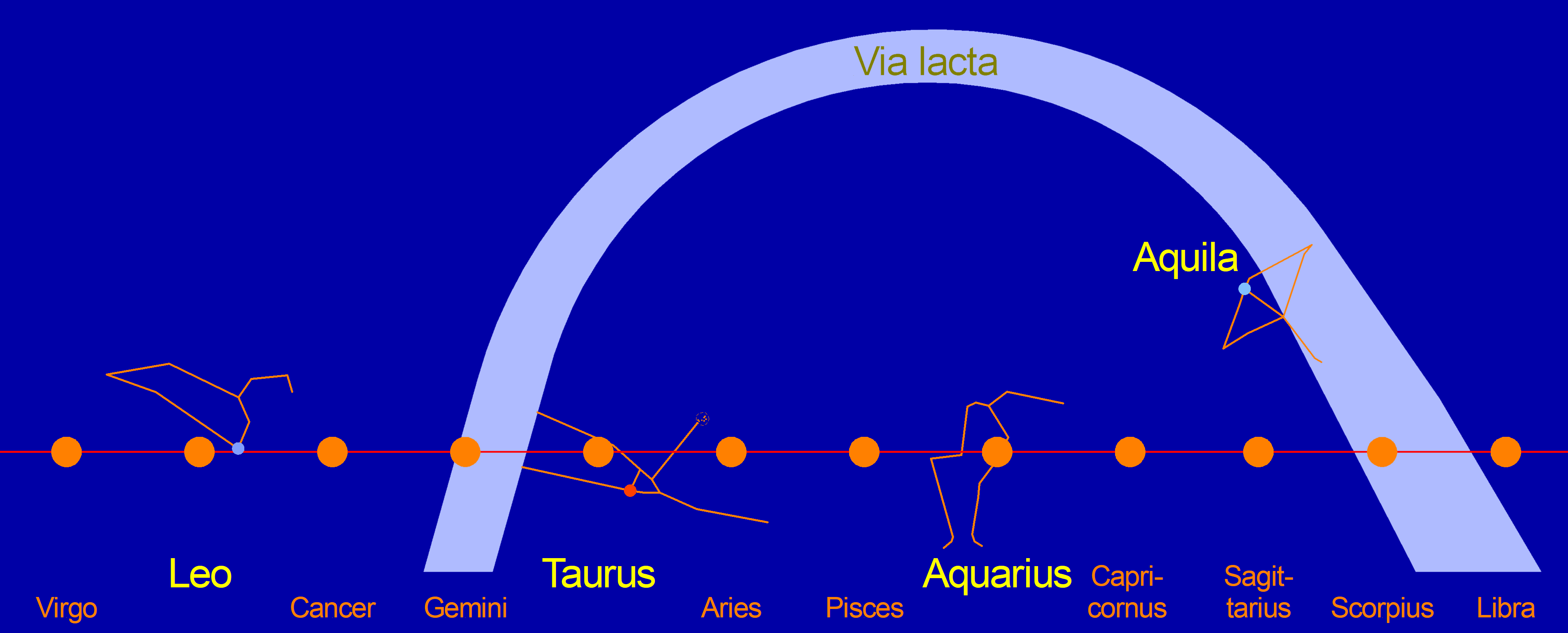
Die Ekliptik (rote horizontale Linie) mit dem Zodiak und seinen zwölf Lebewesen (orangefarbene Punkte) sowie den Symbolen der vier Evangelisten (mit gelbem Text) und den dazugehörigen markanten Sternbildern (orange): Markus (Löwe = Leo, Frühlingssternbild), Lukas (Stier = Taurus, Wintersternbild), Matthäus (Mensch = Wassermann = Aquarius, Herbststernbild) und Johannes (fliegender Adler = Aquila, erhöht über der Ekliptik, Sommersternbild). Diese vier Zeichen befinden sich in vier senkrecht aufeinanderstehenden Himmelsrichtungen. Die Milchstraße (via lacta) ist hellblau als Bogen eingezeichnet.

## Bedeutung
Die Tradition der Evangelistensymbole knüpft nicht an die Reihenfolge der Offenbarung des Johannes an, sondern entspricht der ersten, ältesten Erwähnung in Ez 1,10 mit der Abfolge Mensch – Löwe – Stier – Adler. Auffälligerweise steht lediglich der Adler in allen Beschreibungen gleichermaßen an letzter Stelle.
Die Entwicklung von Symbolen als Kennzeichen für vier bestimmte Evangelien geht auf die Kirchenväter zurück. Diese bemühen sich zu erklären, warum die Evangelien nach Matthäus, Markus, Lukas und Johannes – und nicht die vielen anderen – als göttliche Offenbarung zusammen mit dem bereits abgeschlossenen Tanach zu verstehen sind. Die Kirchenväter erkannten die vier Schriften in den vier Gesichtern jener Wesen wieder, die in der unmittelbaren Gegenwart Gottes beheimatet sind. Wie diese waren sie zu viert, zwar verschieden, aber wesensgleich. Im Einzelnen wird das Verhältnis zwischen Evangelien und Symbolen wie folgt gedeutet:

### Irenäus: älteste Deutung
In der christlichen Tradition wurden die Symbole nach Offb 4,7  zuerst vom Kirchenvater Irenäus von Lyon († 202) in den viergesichtigen Wesen aus dem Buch Ezechiel (Ez 1,10 ) als Vorankündigung Christi verstanden: Die je vier Gesichter der vier Wesen zeigten Christus, majestätisch als „Löwen“, priesterlich als „Stierkalb“, Mensch geworden im „Menschen“ und Geist spendend als „Adler“. Irenäus fand diese Christus-Typologie in den Evangelien des Johannes, Lukas, Matthäus und Markus wieder, begründete damit, warum es vier Evangelien geben müsse, und lieferte somit einen wichtigen Beitrag zu deren Kanonisierung. Irenäus ordnete diesen Evangelien die vier Gestalten zu: den Löwen dem Johannes, den Stier dem Lukas, den Menschen dem Matthäus und den Adler dem Markus. Diese Zuordnung setzte sich jedoch nicht durch.

### Hieronymus: bestimmende Deutung
Hieronymus (4. Jh.) begründete ebenso wie Irenäus die Anzahl und Auswahl der vier Evangelien mit Verweis auf die biblischen Quellen (Ez 1; Offb 4). In der Einleitung zu seinem Matthäuskommentar setzte Hieronymus „Wort Gottes“ aus dem Johannesevangelium Joh 1,1  gleich „Evangelium“, leitete aus Ez 1,10  ab, dass damit vier Einzelexemplare gemeint sind, erklärte mit Hilfe der vier Wesen, welche Evangelien das sind, und lieferte so die bestimmende Deutung für die kirchliche Tradition:

„Die erste Gestalt, die eines Menschen, deutet hin auf Matthäus, der wie über einen Menschen zu schreiben beginnt: ‚Buch der Abstammung Jesu Christi, des Sohnes Davids, des Sohnes Abrahams‘, die zweite (Gestalt deutet hin auf) Markus, bei dem die Stimme eines brüllenden Löwen in der Wüste hörbar wird: ‚Stimme eines Rufenden in der Wüste: Bereitet dem Herrn den Weg, macht eben seine Pfade‘; die dritte (Gestalt) eines Kalbs (deutet hin auf jene), die der Evangelist Lukas vom Priester Zacharias zu Beginn verwenden lässt; die vierte (Gestalt deutet hin auf) den Evangelisten Johannes, der, weil er Schwingen eines Adlers erhält und so zu Höherem eilen kann, das Wort Gottes erörtert.“

### Alte Kirche, weitere Deutungen
Augustinus bietet unter Aufnahme der Reihenfolge von Offb 4,6–8  eine andere Zuordnung: Der Löwe entspreche Matthäus, der Stier Lukas, der Mensch Markus und der Adler Johannes. Er begründet seine Zuordnung anders als Hieronymus nicht mit den jeweils charakteristischen Anfängen der Evangelien, sondern mit der gesamten Theologie des jeweiligen Evangeliums. Augustin folgen nur wenige weitere Ausleger der Offenbarung, unter ihnen Primasius (552 – ca. 570) und Beda Venerabilis († 735).
Der Adler für den Verfasser des „geistlichen Evangeliums“ (Clemens von Alexandria, um 200 n. Chr.) lässt sich auch mit der symbolischen Darstellung des Heiligen Geistes in Beziehung bringen, der häufig ebenfalls als Vogel (allerdings als Taube) dargestellt wird. Das Symbol für Matthäus wird volkstümlich – vergleichbar der Offenbarung des Koran durch den Erzengel Gabriel – auch als der Engel verstanden, der dem Evangelisten diktiert habe.
Die vier Evangelistensymbole haben auch Teil an der Symbolik der Vier als Zahl der Welt und versinnbildlichen so die Universalität der Christusbotschaft.

## Darstellungen

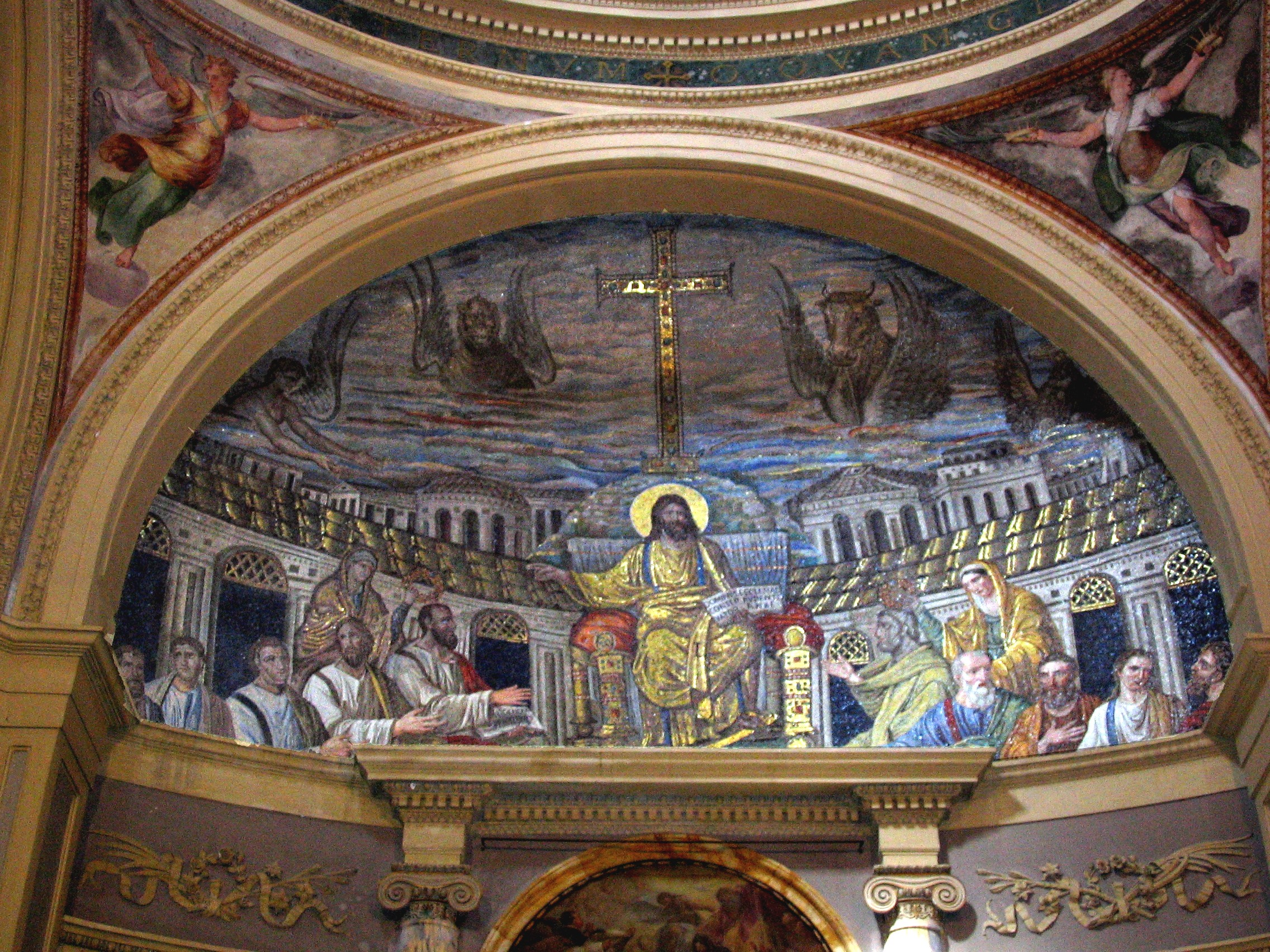
Mosaik in der Apsis von Santa Pudenziana in Rom

### Grundsätze
Den biblischen Texten folgend sind auch der Mensch, der nicht mit einem Engel zu verwechseln ist, der Löwe und der Stier meistens geflügelt, was auch für den Adler gelten kann, obwohl er bereits Flügel besitzt. Seltener werden die vier Wesen mit Augen übersät dargestellt, wie es in der Offenbarung geschildert ist.
Keller gibt als erste Darstellung die um das Jahr 400 entstandene von Santa Pudenziana in Rom an und nennt als frühe Darstellung der vier zu einer Figur zusammengefügten Wesen (Tetramorph) eine Buchmalerei in einem um das Jahr 775 datierten Evangeliar aus der Abtei Echternach, das sich 1979 in der Dombibliothek in Trier befand.
Im Laufe der Kunstgeschichte hat sich die Darstellungsart der Evangelisten gewandelt, von isolierten Symbol-Wesen hin zu einer Personengruppe (Pieter Aertsen), die sogar ohne ihre Symbole auskommen (Jakob Jordaens).

### Fundorte

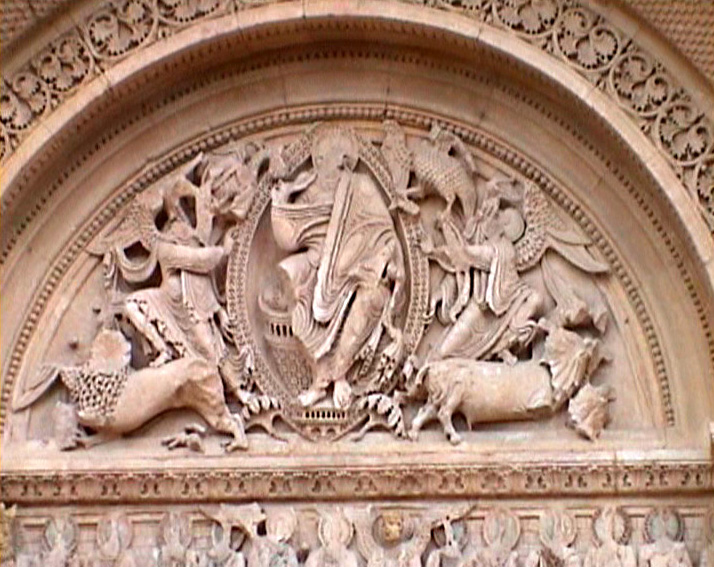
Majestas Domini mit den vier geflügelten Wesen (um 1150), Abtei Saint-Fortunat, Charlieu, Tympanon des Hauptportals (im Norden!)

Besonders häufig sind die Evangelistensymbole im Portalbereich abendländischer mittelalterlicher Kirchen zu finden, wo sie im Zusammenhang mit der Majestas Domini und den 24 Ältesten das Tympanon zieren, oder beispielsweise in den Portalausschrägungen unter den Füßen von Einzeldarstellungen der Evangelisten als Attribute fungieren. Schöne Beispiele liefern Bogenfelder in Portalen von Saint-Fortunat in Charlieu sowie der Kathedralen von Chartres und Angers. Plastische Darstellungen finden sich auch auf einem Sarkophag, an Kanzeln, an Orgelprospekten und auf barocken Kirchenkuppeln. In der Malerei erscheinen die Symbole meistens in der Apsis, in der Gotik auf Flügelaltären, in Dorfkirchen auf Farbholztafeln an Emporenbrüstungen, in der Goldschmiedekunst auf dem Buchdeckel, in der Textilkunst auf dem Rückenteil der Kasel (Gösser Ornat), in der Buchmalerei auf dem Vorsatzblatt liturgischer Handschriften und in Elfenbeinschnitzereien. Der prominenteste nicht-kirchliche Fundort ist auf dem größten Ölbild der Welt, Das Paradies, zu finden: Jacopo Tintoretto malte im Dogenpalast die Symbole neben die Evangelisten in der für Venedig gebotenen Reihenfolge (von links) Markus, Lukas, Matthäus und Johannes.

### Formen
Linear nebeneinander werden die Symbole sehr selten angeordnet. Anstelle der Reihung wird die Gruppierung gewählt, was der Anordnungsmethode des Ezechiel entspricht (in vier Richtungen).

#### Grundformen
So erscheinen die Symbole, für sich, in vier Ecken um die Rosette einer Außenfassade. Wenn Christus an den Fassaden, im Portalbereich oder im Kirchenraum (Apsis, Wand, Decke) auf einem Thron sitzend oder umgeben von einer Mandorla abgebildet wird, dann befinden sich meistens rechts und links von ihm je zwei Evangelistensymbole übereinander angeordnet, in der Reihenfolge (zum Beispiel Sant’ Angelo in Formis oder Tympanon der Pfarrkirche von Lassouts):
| Adler | Mensch |
| Löwe  | Stier  |

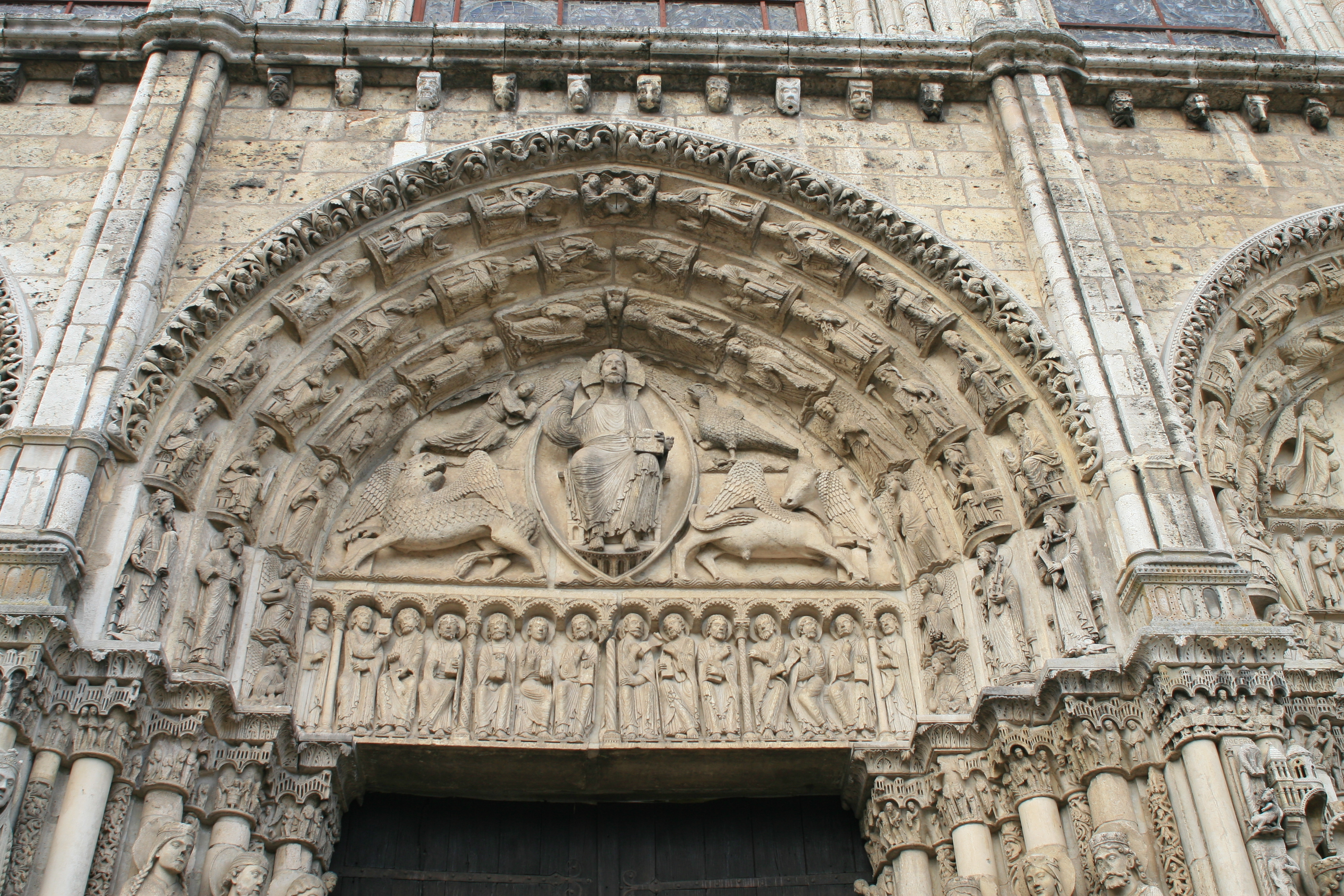
Tympanon des königlichen Portals der Kathedrale von Chartres mit den vier Evangelisten

Oder mit dem Tausch der Positionen Adler und Mensch (beispielsweise bei der Kathedrale von Chartres):
| Mensch | Adler |
| Löwe   | Stier |

In diesem Fall sind Mensch und Löwe auf einer Seite vereint, wie in der Tempelvision Ez 41,19 .
Die Aufgabe, die diese Anordnungen wahrnehmen, ist vorwiegend eine belehrende: Bildung wird in der abendländischen Kirche, Nilus von Ankyra folgend, wesentlich durch Anschauung im und mit dem Kirchenbau vermittelt.

#### Sonderformen
Daneben findet sich eine Reihe von Sonderformen: Am Basler Münster werden, rechts von der Gnadenpforte, Mensch und Adler über den Personen, die für die entsprechenden Evangelisten stehen, gezeigt, links davon wird die Reihe mit Löwe, Stier und, darunter, den dazugehörigen Skulpturen komplettiert.  In Arles-sur-Tech sind die Symbole in einer Kreuzform angeordnet, oben der Adler, links der Mensch, rechts der Löwe, unten der Stier.
Unter den Darstellungen an anderen Stellen eines Kirchengebäudes ragt heraus: die Kanzel in der Kirche Santa Maria del Lago in Moscufo, wo die Symbole – was äußerst selten ist – ohne Buch und ohne Majestas Domini angeordnet werden.

#### Handschriften
In Büchern (byzantinische, iro-schottische, karolingische, ottonische und romanische Buchmalereien) kommen ähnlich verschiedene Ordnungen und Darstellungsweisen vor: Symbole in je zwei über zwei Feldern, in Kreuzform und eckliegend um eine Christusdarstellung herum.

## Galerie

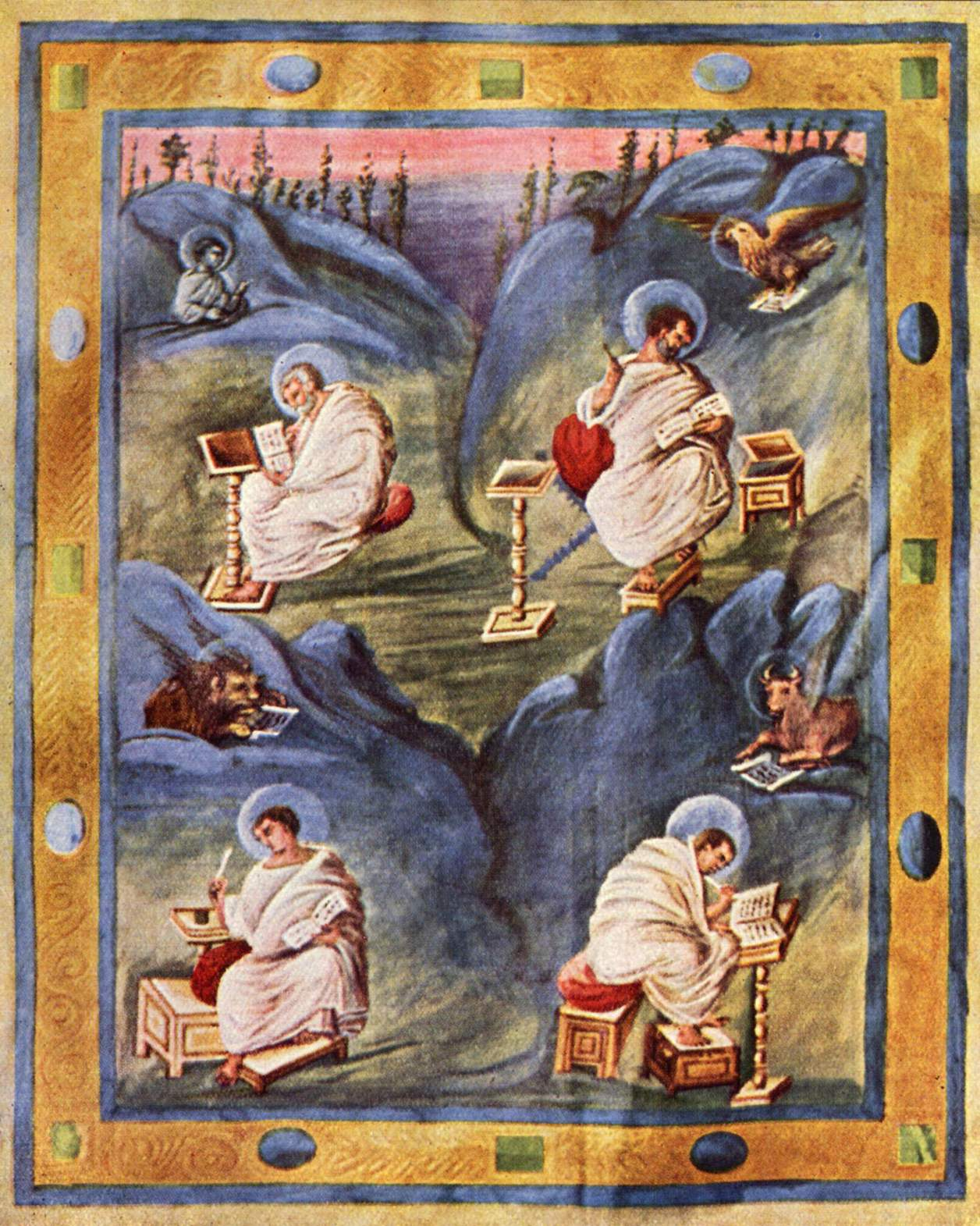
Evangelisten mit ihren Attributen, karolingische Buchmalerei (um 820)
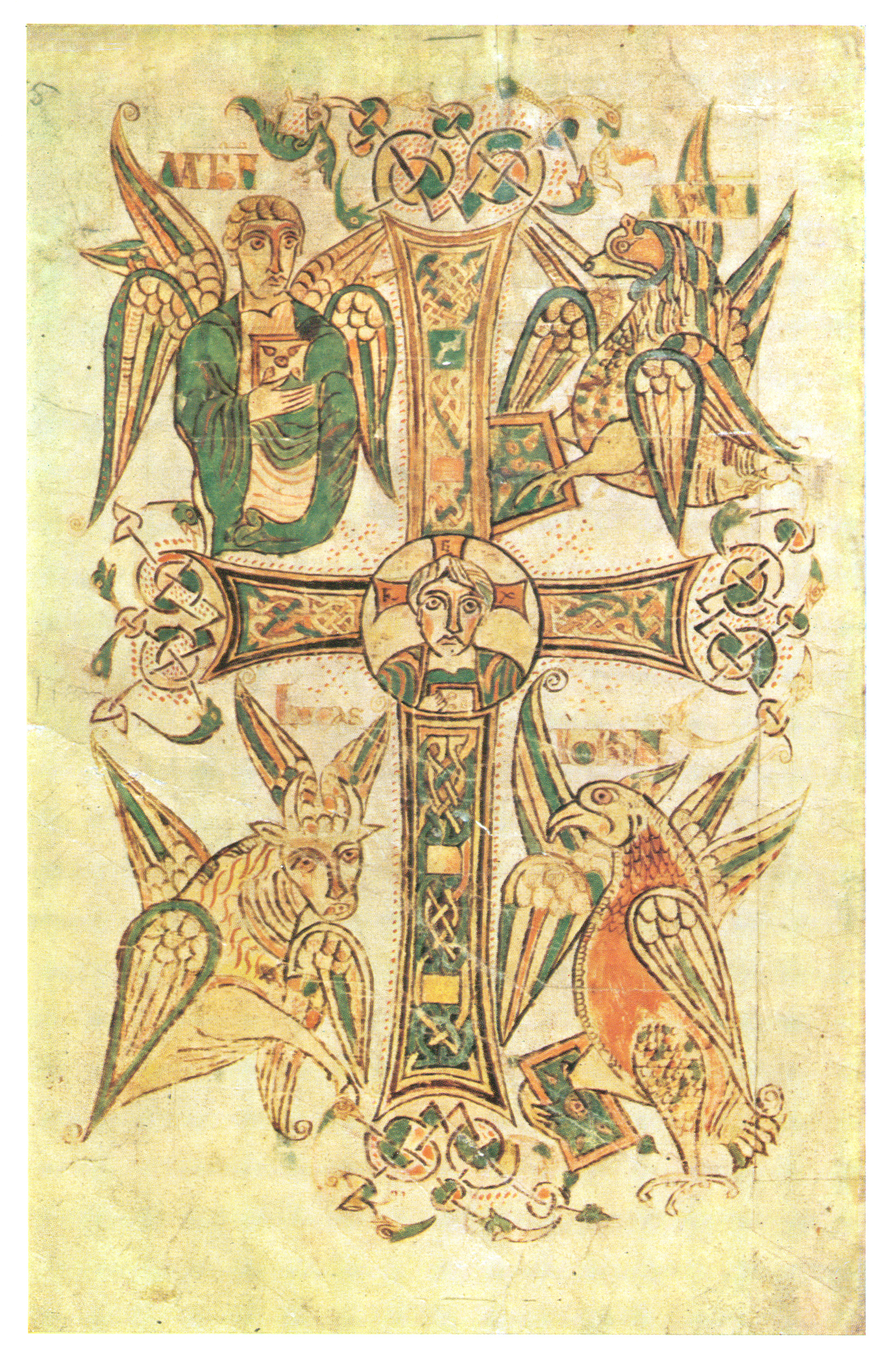
Essener Domschatzkammer Hs. 1
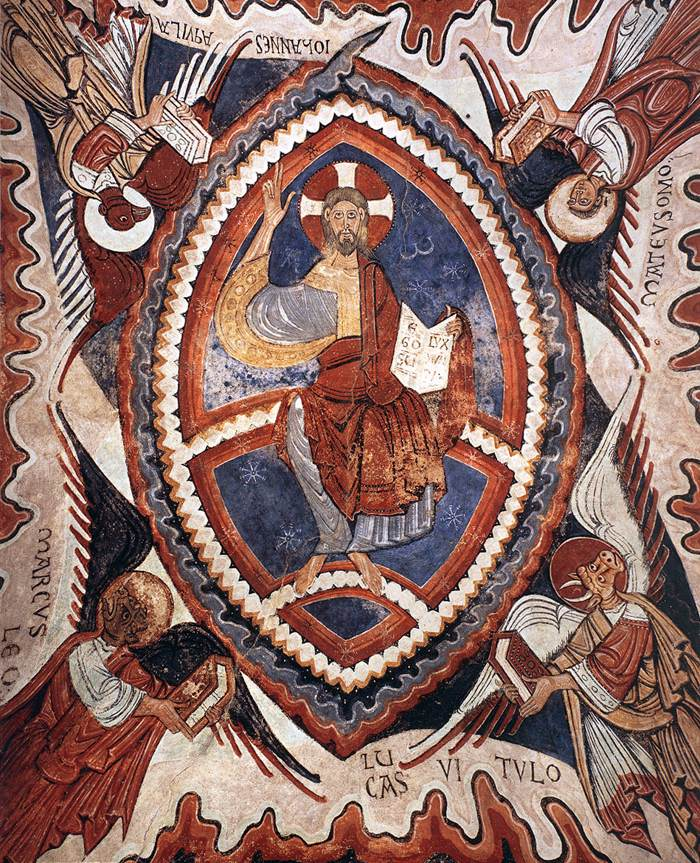
Deckenmalerei Christus Pantokrator in der Basilika San Isidoro, Spanien (ca. 1180)
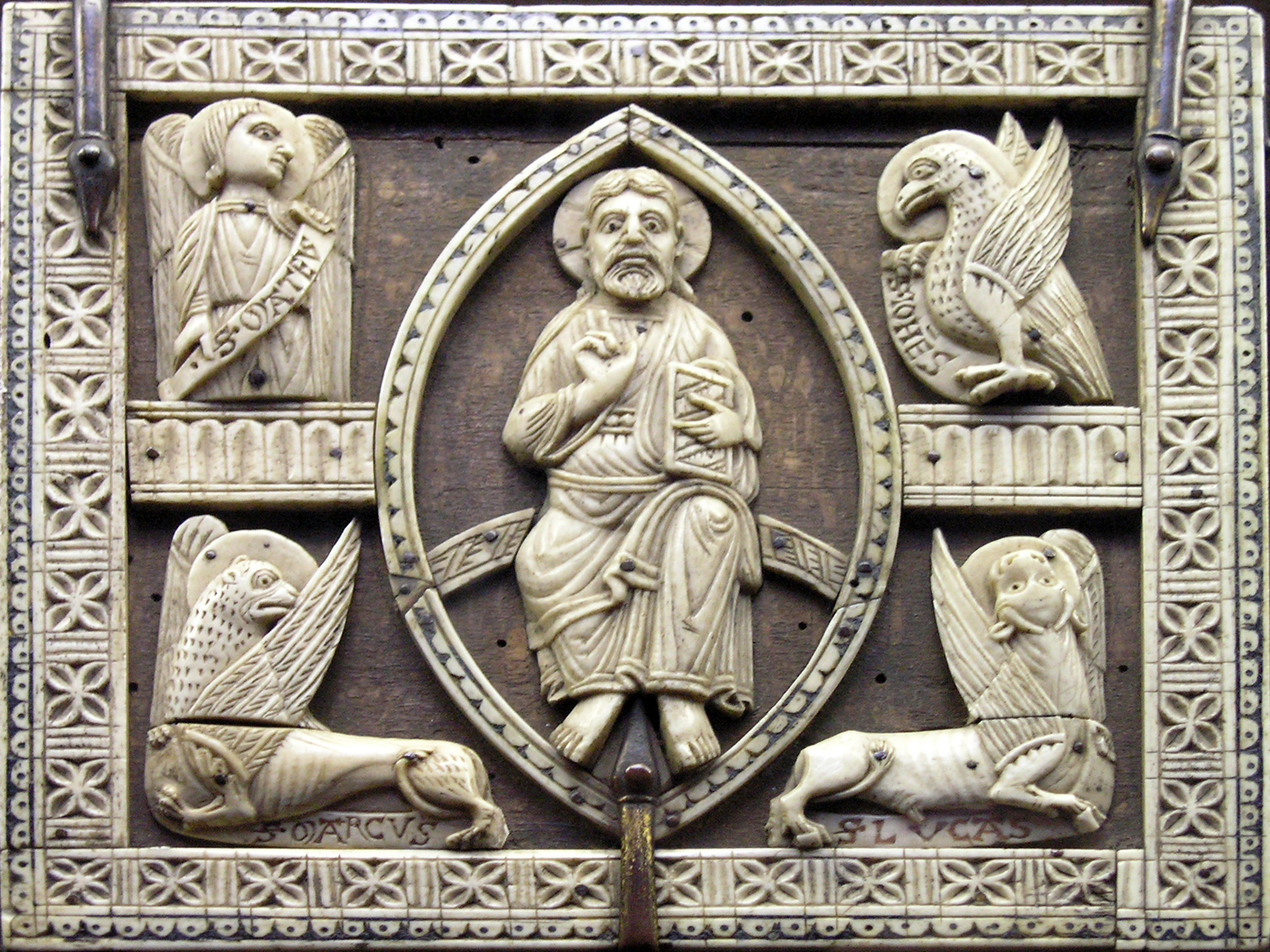
Majestas Domini (13. Jh.), Elfenbeinarbeit, Musée de Cluny, Paris
Jugendstil-Wandgemälde in der Gruftkapelle zu Ramholz